# Ottava rima
Una ottava rima o octava reial és una de les estrofes més utilitzades al llarg de la Història de la Literatura Universal. Normalment decasíl·labs isosil·làbics. Els sis primers versos de rima encadenada i els dos darrers apariats (ABABABCC).

## Inicis italians
L'octava reial parteix de la vuitena toscana, al seu torn hereva de l'strambotto medieval (són composicions populars líriques). Apareix consignada al segle xiv en Giovanni Boccaccio que n'obtingué provatures satisfactòries i l'utilitzà en algun dels seus poemes narratius (Ninfale fiosolano, Teseida, Filostrato...); però fou al Renaixement on es refermà com estrofa preferent per a la poesia narrativa. Trobem Ludovico Ariosto i Torquato Tasso que bevien de les lliçons reeixides de Matteo Maria Boiardo i que, en conjunt, varen donar-li un prestigi indiscutible com a estrofa èpica. Es tractava d'una novetat considerable perquè aquest gènere literari sempre havia exigit tradicionalment un tipus de versificació menys encotillada formalment.
Malgrat els seus orígens no l'hem de confondre amb l'Octava italiana que té característiques mètriques pròpies i diferents forma i origen.
L'efervescència literària italiana va atraure els literats d'arreu i les seves formes i estil foren ràpidament incorporats a les tradicions literàries de tot Europa.

## Introducció a la península Ibèrica
Es considera l'autor barceloní Joan Boscà iniciador i propagador de la renovació estilística italiana a Castella, via el seu amic, poeta i militar, com ell, Garcilaso de la Vega, amb tot un seguit de noves formes mètriques, especialment del Sonet i l'Octava reial.
Francisco Sá de Miranda, escriptor portuguès i estudiós a fons de la literatura castellana i també de la literatura italiana, descobrí d'aquesta última els autors del Renaixement i va introduir-los a Portugal, com un nou estil poètic i, contra les formes tradicionals, incorporà el Sonet i la Cançó de Petrarca, els tercets encadenats de Dante Alighieri i l'Octava reial apresa personalment de Jacopo Sannazaro i Angelo Poliziano, amb trets peculiars i personals.
Després d'aquí s'incorporà a la Mètrica Catalana en ple Renaixement amb Pere Serafí (1505-1567) a Càntic d'Amors, Desperada...i, posteriorment, al Barroc, sobretot per mimetisme amb la castellana.
Al llarg d'Història de la Literatura moltes obres són les que s'han servit d'aquest metre, algunes d'elles com:

### Poesia narrativa
- Matteo Maria Boiardo: Orlando Innamorato (el 1483 l'autor morí deixant-lo inacabat)
- Ludovico Ariosto: Orlando Furioso, 39000 versos, del 1516)
- Torquato Tasso: Jerusalem Liberata, acabada el 1575.
- Alonso de Ercilla: L'Araucana, 1569
- Lope de Vega: Corona Trágica, 1627.
- Gregorio Hernandez de Velasco: Traduí en Octaves l'Eneida de Virgili, 1795.
- Luís de Camões: Els Lusiades, 10 cants 1102 estrofes 8816 versos del 1572.
- Duarte Dias : La conquista que hicieron los poderosos y Católicos Reyes, Don Fernando y Doña Isabel, en el reino de Granada, de 1590.
- Bento Teixeira Pinto: Prosopopeia, 1601.
- Lo Temple de la Glòria, Anònim (o d'Antoni Puig Blanch o Ignasi Plana i Fontana)

### Poesia lírica
- Francisco Sa de Miranda
- Joan Boscà
- Garcilaso de la Vega
- Pere Serafí: Càntic d'Amors (o de Amors), Desperada.

### Teatre
- Francisco de Quevedo: Autos Sacramentales
- Francesc de Fontanella: Lo Desengany.